# Liste der olympischen Medaillengewinner aus Indien
Die Liste der olympischen Medaillengewinner aus Indien listet alle Sportler aus Indien auf, die bei Olympischen Spielen eine Medaille gewinnen konnten.
Indien nahm erstmals 1900 an den Olympischen Sommerspielen in Paris mit Norman Pritchard teilgenommen, der in zwei Disziplinen eine Silbermedaille gewann. Bei den Olympischen Sommerspielen 1920 trat Indien erstmals mit einer eigenständigen Delegation an. Das indische Nationale Olympische Komitee, die Indian Olympic Association, wurde 1927 gegründet.

## Medaillenbilanz

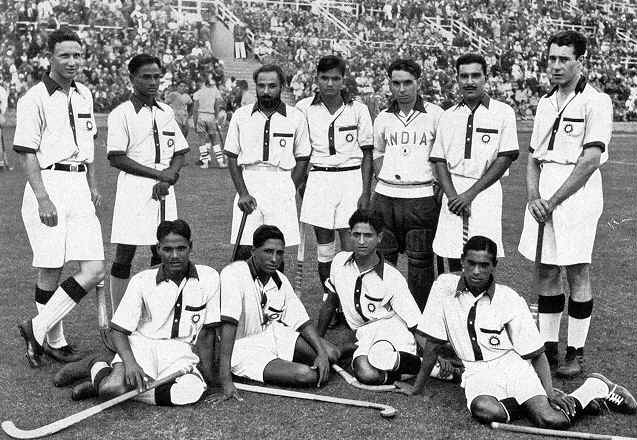
Die indische Feldhockey-Mannschaft bei den Olympischen Sommerspielen 1936 in Berlin, die im Finale 8:1 gegen Deutschland gewann

Bisher konnten indische Sportler 41 Medaillen gewinnen (10 × Gold, 10 × Silber, 21 × Bronze), alle bei Sommerspielen.
| Indien bei den Olympischen Sommerspielen                                           | Indien bei den Olympischen Sommerspielen | Indien bei den Olympischen Sommerspielen | Indien bei den Olympischen Sommerspielen | Indien bei den Olympischen Sommerspielen | Indien bei den Olympischen Sommerspielen |      | Indien bei den Olympischen Winterspielen | Indien bei den Olympischen Winterspielen | Indien bei den Olympischen Winterspielen | Indien bei den Olympischen Winterspielen | Indien bei den Olympischen Winterspielen | Indien bei den Olympischen Winterspielen |
| Jahr                                                                               | Gold                                     | Silber                                   | Bronze                                   | Gesamt                                   | Rang                                     | Jahr | Gold                                     | Silber                                   | Bronze                                   | Gesamt                                   | Rang                                     |                                          |
| 1900                                                                               | 0                                        | 2                                        | 0                                        | 2                                        | 17                                       |      |                                          |                                          |                                          |                                          |                                          |                                          |
| 1904                                                                               | –                                        | –                                        | –                                        | –                                        | –                                        |      |                                          |                                          |                                          |                                          |                                          |                                          |
| 1908                                                                               | –                                        | –                                        | –                                        | –                                        | –                                        |      |                                          |                                          |                                          |                                          |                                          |                                          |
| 1912                                                                               | –                                        | –                                        | –                                        | –                                        | –                                        |      |                                          |                                          |                                          |                                          |                                          |                                          |
| 1920                                                                               | 0                                        | 0                                        | 0                                        | 0                                        |                                          |      |                                          |                                          |                                          |                                          |                                          |                                          |
| 1924                                                                               | 0                                        | 0                                        | 0                                        | 0                                        |                                          |      | 1924                                     | –                                        | –                                        | –                                        | –                                        | –                                        |
| 1928                                                                               | 1                                        | 0                                        | 0                                        | 1                                        | 24                                       |      | 1928                                     | –                                        | –                                        | –                                        | –                                        | –                                        |
| 1932                                                                               | 1                                        | 0                                        | 0                                        | 1                                        | 19                                       |      | 1932                                     | –                                        | –                                        | –                                        | –                                        | –                                        |
| 1936                                                                               | 1                                        | 0                                        | 0                                        | 1                                        | 20                                       |      | 1936                                     | –                                        | –                                        | –                                        | –                                        | –                                        |
| 1948                                                                               | 1                                        | 0                                        | 0                                        | 1                                        | 22                                       |      | 1948                                     | –                                        | –                                        | –                                        | –                                        | –                                        |
| 1952                                                                               | 1                                        | 0                                        | 1                                        | 2                                        | 26                                       |      | 1952                                     | –                                        | –                                        | –                                        | –                                        | –                                        |
| 1956                                                                               | 1                                        | 0                                        | 0                                        | 1                                        | 24                                       |      | 1956                                     | –                                        | –                                        | –                                        | –                                        | –                                        |
| 1960                                                                               | 0                                        | 1                                        | 0                                        | 1                                        | 32                                       |      | 1960                                     | –                                        | –                                        | –                                        | –                                        | –                                        |
| 1964                                                                               | 1                                        | 0                                        | 0                                        | 1                                        | 24                                       |      | 1964                                     | 0                                        | 0                                        | 0                                        | 0                                        |                                          |
| 1968                                                                               | 0                                        | 0                                        | 1                                        | 1                                        | 42                                       |      | 1968                                     | 0                                        | 0                                        | 0                                        | 0                                        |                                          |
| 1972                                                                               | 0                                        | 0                                        | 1                                        | 1                                        | 43                                       |      | 1972                                     | –                                        | –                                        | –                                        | –                                        | –                                        |
| 1976                                                                               | 0                                        | 0                                        | 0                                        | 0                                        |                                          |      | 1976                                     | –                                        | –                                        | –                                        | –                                        | –                                        |
| 1980                                                                               | 1                                        | 0                                        | 0                                        | 1                                        | 23                                       |      | 1980                                     | –                                        | –                                        | –                                        | –                                        | –                                        |
| 1984                                                                               | 0                                        | 0                                        | 0                                        | 0                                        |                                          |      | 1984                                     | –                                        | –                                        | –                                        | –                                        | –                                        |
| 1988                                                                               | 0                                        | 0                                        | 0                                        | 0                                        |                                          |      | 1988                                     | 0                                        | 0                                        | 0                                        | 0                                        |                                          |
| 1992                                                                               | 0                                        | 0                                        | 0                                        | 0                                        |                                          |      | 1992                                     | 0                                        | 0                                        | 0                                        | 0                                        |                                          |
| 1996                                                                               | 0                                        | 0                                        | 1                                        | 1                                        | 71                                       |      | 1994                                     | –                                        | –                                        | –                                        | –                                        | –                                        |
| 2000                                                                               | 0                                        | 0                                        | 1                                        | 1                                        | 70                                       |      | 1998                                     | 0                                        | 0                                        | 0                                        | 0                                        |                                          |
| 2004                                                                               | 0                                        | 1                                        | 0                                        | 1                                        | 65                                       |      | 2002                                     | 0                                        | 0                                        | 0                                        | 0                                        |                                          |
| 2008                                                                               | 1                                        | 0                                        | 2                                        | 3                                        | 50                                       |      | 2006                                     | 0                                        | 0                                        | 0                                        | 0                                        |                                          |
| 2012                                                                               | 0                                        | 2                                        | 4                                        | 6                                        | 55                                       |      | 2010                                     | 0                                        | 0                                        | 0                                        | 0                                        |                                          |
| 2016                                                                               | 0                                        | 1                                        | 1                                        | 2                                        | 67                                       |      | 2014                                     | 0                                        | 0                                        | 0                                        | 0                                        |                                          |
| 2020                                                                               | 1                                        | 2                                        | 4                                        | 7                                        | 48                                       |      | 2018                                     | 0                                        | 0                                        | 0                                        | 0                                        |                                          |
| 2024                                                                               | 0                                        | 1                                        | 5                                        | 6                                        | 71                                       |      | 2022                                     | 0                                        | 0                                        | 0                                        | 0                                        |                                          |
| Gesamt                                                                             | 10                                       | 10                                       | 21                                       | 41                                       |                                          |      | Gesamt                                   | 0                                        | 0                                        | 0                                        | 0                                        |                                          |
| \| \| Gold \| Silber \| Bronze \| Gesamt \| \| Ges. S+W \| 10 \| 10 \| 21 \| 41 \| |                                          |                                          |                                          |                                          |                                          |      |                                          |                                          |                                          |                                          |                                          |                                          |
|                                                                                    | Gold                                     | Silber                                   | Bronze                                   | Gesamt                                   |                                          |      |                                          |                                          |                                          |                                          |                                          |                                          |
| Ges. S+W                                                                           | 10                                       | 10                                       | 21                                       | 41                                       |                                          |      |                                          |                                          |                                          |                                          |                                          |                                          |

## Medaillengewinner

### A
- Schofield Allan – Hockey (1-0-0)
Moskau 1980: Gold, Männer
- Richard James Allen – Hockey (3-0-0)
Amsterdam 1928: Gold, Männer
Los Angeles 1932: Gold, Männer
Berlin 1936: Gold, Männer
- Joseph Antic – Hockey (0-1-0)
Rom 1960: Silber, Männer
- Muhammad Aslam – Hockey (1-0-0)
Los Angeles 1932: Gold, Männer

### B
- Manu Bakher – Schießen (0-0-2)
Paris 2024: Bronze, 10 m Luftpistole Frauen
Paris 2024: Bronze, 10 m Luftpistole Mixed
- Vasudevan Baskaran – Hockey (1-0-0)
Moskau 1980: Gold, Männer
- Govinda Billimogaputtaswamy – Hockey (0-0-1)
München 1972: Bronze, Männer
- Abhinav Bindra – Schießen (1-0-0)
Peking 2008: Gold, 10 m Luftgewehr Männer
- Lal Bokhari – Hockey (1-0-0)
Los Angeles 1932: Gold, Männer
- Lovlina Borgohain – Boxen (0-0-1)
Tokio 2020: Bronze, Weltergewicht Frauen
- Frank Brewin – Hockey (1-0-0)
Los Angeles 1932: Gold, Männer

### C
- Richard John Carr – Hockey (1-0-0)
Los Angeles 1932: Gold, Männer
- Dhyan Chand Bais – Hockey (2-0-0)
Amsterdam 1928: Gold, Männer
Los Angeles 1932: Gold, Männer
Berlin 1936: Gold, Männer
- Saikhom Mirabai Chanu – Gewichtheben (0-1-0)
Tokio 2020: Silber, Bantamgewicht Frauen
- Bir Bahadur Chettri – Hockey (1-0-0)
Moskau 1980: Gold, Männer
- Neeraj Chopra – Leichtathletik (1-1-0)
Tokio 2020: Gold, Speerwurf Männer
Paris 2024: Silber, Speerwurf Männer
- Rajendra Christy – Hockey (1-0-1)
Tokio 1964: Gold, Männer
Mexiko-Stadt 1968: Bronze, Männer
- Leslie Claudius – Hockey (3-1-0)
London 1948: Gold, Männer
Helsinki 1952: Gold, Männer
Melbourne 1956: Gold, Männer
Rom 1960: Silber, Männer
- Charles Cornelius – Hockey (0-0-1)
München 1972: Bronze, Männer

### D
- Ali Dara – Hockey (1-0-0)
Berlin 1936: Gold, Männer
- Meldric Daluz – Hockey (1-0-0)
Helsinki 1952: Gold, Männer
- Chinadori Deshmutu – Hockey (1-0-0)
Helsinki 1952: Gold, Männer
- Walter D’Souza – Hockey (1-0-0)
London 1948: Gold, Männer
- Keshav Dutt – Hockey (2-0-0)
London 1948: Gold, Männer
Helsinki 1952: Gold, Männer
- Yogeshwar Dutt – Ringen (0-0-1)
London 2012: Bronze, Freistil Federgewicht Männer

### E
- Lionel Emmett – Hockey (1-0-0)
Berlin 1936: Gold, Männer

### F
- Lawrie Fernandes – Hockey (1-0-0)
London 1948: Gold, Männer
- Peter Fernandes – Hockey (1-0-0)
Berlin 1936: Gold, Männer
- Merwyn Fernandis – Hockey (1-0-0)
Moskau 1980: Gold, Männer
- Ranganathan Francis – Hockey (3-0-0)
London 1948: Gold, Männer
Helsinki 1952: Gold, Männer
Melbourne 1956: Gold, Männer
- Manuel Frederick – Hockey (0-0-1)
München 1972: Bronze, Männer

### G
- Joseph Galibardy – Hockey (1-0-0)
Berlin 1936: Gold, Männer
- Michael Gateley – Hockey (1-0-0)
Amsterdam 1928: Gold, Männer
- Kher Singh Gill – Hockey (1-0-0)
Amsterdam 1928: Gold, Männer
- Gerry Glacken – Hockey (1-0-0)
London 1948: Gold, Männer
- William Goodsir-Cullen – Hockey (1-0-0)
Amsterdam 1928: Gold, Männer
- Earnest Goodsir-Cullen – Hockey (1-0-0)
Berlin 1936: Gold, Männer

### H
- Leslie Charles Hammond – Hockey (2-0-0)
Amsterdam 1928: Gold, Männer
Los Angeles 1932: Gold, Männer
- Arthur Charles Hind – Hockey (1-0-0)
Los Angeles 1932: Gold, Männer
- Akhtar Hussain – Hockey (1-0-0)
London 1948: Gold, Männer
- Mohammed Hussain – Hockey (1-0-0)
Berlin 1936: Gold, Männer

### I
- Zafar Iqbal – Hockey (1-0-0)
Moskau 1980: Gold, Männer

### J
- Khashaba Jadhav – Ringen (0-0-1)
Helsinki 1952: Bronze, Freistil Bantamgewicht Männer
- Patrick Jansen – Hockey (1-0-0)
London 1948: Gold, Männer
- Sayed Jaffar – Hockey (2-0-0)
Los Angeles 1932: Gold, Männer
Berlin 1936: Gold, Männer

### K
- Haripal Kaushik – Hockey (2-0-0)
Melbourne 1956: Gold, Männer
Tokio 1964: Gold, Männer
- Maharaj Krishan Kaushik – Hockey (1-0-0)
Moskau 1980: Gold, Männer
- Ahmed Khan – Hockey (1-0-0)
Berlin 1936: Gold, Männer
- Ahsan Khan – Hockey (1-0-0)
Berlin 1936: Gold, Männer
- Feroze Khan – Hockey (1-0-0)
Amsterdam 1928: Gold, Männer
- Michael Kindo – Hockey (0-0-1)
München 1972: Bronze, Männer
- Mary Kom – Boxen (0-0-1)
London 2012: Bronze, Fliegengewicht Frauen
- Amir Kumar – Hockey (2-0-0)
London 1948: Gold, Männer
Melbourne 1956: Gold, Männer
- Ashok Kumar – Hockey (0-0-1)
München 1972: Bronze, Männer
- Charanjit Kumar – Hockey (1-0-0)
Moskau 1980: Gold, Männer
- Ravi Kumar – Ringen (0-1-0)
Tokio 2020: Silber, Freistil Bantamgewicht Männer
- Surender Kumar – Hockey (0-0-1)
Tokio 2020: Bronze, Hockey
- Sushil Kumar – Ringen (0-1-1)
Peking 2008: Bronze, Freistil Leichtgewicht Männer
London 2012: Silber, Freistil Leichtgewicht Männer
- Varun Kumar – Hockey (0-0-1)
Tokio 2020: Bronze, Hockey
- Vijay Kumar – Schießen (0-1-0)
London 2012: Silber, Schnellfeuerpistole Männer
- Vijender Kumar – Boxen (0-0-1)
Peking 2008: Bronze, Mittelgewicht Männer
- Swapnil Kusale – Schießen (0-0-1)
Paris 2024: Bronze, Kleinkaliber-Dreistellungskampf Männer

### L
- Birendra Lakra – Hockey (0-0-1)
Tokio 2020: Bronze, Hockey
- Kishan Lal – Hockey (1-0-0)
London 1948: Gold, Männer
- Mohinder Lal – Hockey (1-1-0)
Rom 1960: Silber, Männer
Tokio 1964: Gold, Männer
- Raghbir Lal – Hockey (2-0-0)
Helsinki 1952: Gold, Männer
Melbourne 1956: Gold, Männer
- Shankar Laxman – Hockey (2-1-0)
Melbourne 1956: Gold, Männer
Rom 1960: Silber, Männer
Tokio 1964: Gold, Männer

### M
- Sakshi Malik – Ringen (0-0-1)
Rio de Janeiro 2016: Bronze, Freistil Weltergewicht Frauen
- Karnam Malleswari – Gewichtheben (0-0-1)
Sydney 2000: Bronze, Halbschwergewicht Frauen
- Somaya Maneypanda – Hockey (1-0-0)
Moskau 1980: Gold, Männer
- George Marthins – Hockey (1-0-0)
Amsterdam 1928: Gold, Männer
- Mirza Masood – Hockey (1-0-0)
Berlin 1936: Gold, Männer
- Cyril Michie – Hockey (1-0-0)
Berlin 1936: Gold, Männer
- Massud Minhas – Hockey (1-0-0)
Los Angeles 1932: Gold, Männer
- Shahid Mohamed – Hockey (1-0-0)
Moskau 1980: Gold, Männer
- Ganesh Mollerapoovayya – Hockey (0-0-1)
München 1972: Bronze, Männer

### N
- Abhishek Nain – Hockey (0-0-1)
Paris 2024: Bronze, Männer
- Gagan Narang – Schießen (0-0-1)
London 2012: Bronze, 10 m Luftgewehr Männer
- Saina Nehwal – Badminton (0-0-1)
London 2012: Bronze, Einzel Frauen
- Baburao Nimal – Hockey (1-0-0)
Berlin 1936: Gold, Männer
- Rex A. Norris – Hockey (1-0-0)
Amsterdam 1928: Gold, Männer

### P
- Leander Paes – Tennis (0-0-1)
Atlanta 1996: Bronze, Einzel Männer
- Raj Kumar Pal – Hockey (0-0-1)
Paris 2024: Bronze, Männer
- Bandu Patil – Hockey (1-0-0)
Tokio 1964: Gold, Männer
- Govind Perumal – Hockey (2-0-0)
Helsinki 1952: Gold, Männer
Melbourne 1956: Gold, Männer
- Krishnamurty Perumal – Hockey (0-0-2)
Mexiko-Stadt 1968: Bronze, Männer
München 1972: Bronze, Männer
- John Peter – Hockey (1-1-1)
Rom 1960: Silber, Männer
Tokio 1964: Gold, Männer
Mexiko-Stadt 1968: Bronze, Männer
- Joseph Phillips – Hockey (1-0-0)
Berlin 1936: Gold, Männer
- Broome Eric Pinniger – Hockey (2-0-0)
Amsterdam 1928: Gold, Männer
Los Angeles 1932: Gold, Männer
- Leo Pinto – Hockey (1-0-0)
London 1948: Gold, Männer
- Vivek Prasad – Hockey (0-0-2)
Tokio 2020: Bronze, Hockey
Paris 2024: Bronze, Männer
- Norman Pritchard – Leichtathletik (0-2-0)
Paris 1900: Silber, 200 m Männer
Paris 1900: Silber, 200 m Hürden Männer
- Bajrang Punia – Ringen (0-0-1)
Tokio 2020: Bronze, Freistil Leichtgewicht Männer

### R
- Muniswamy Rajgopal – Hockey (1-0-0)
Helsinki 1952: Gold, Männer
- Sanjay Rana – Hockey (0-0-1)
Paris 2024: Bronze, Männer
- Inamur Rehman – Hockey (0-0-1)
Mexiko-Stadt 1968: Bronze, Männer
- Latifur Rehman – Hockey (1-0-0)
London 1948: Gold, Männer
- Michael Rocque – Hockey (1-0-0)
Amsterdam 1928: Gold, Männer
- Reginald Rodrigues – Hockey (1-0-0)
London 1948: Gold, Männer
- Amit Rohidas – Hockey (0-0-2)
Tokio 2020: Bronze, Hockey
Paris 2024: Bronze, Männer

### S
- Munir Sait – Hockey (0-0-1)
Mexiko-Stadt 1968: Bronze, Männer
- Govind Sawant – Hockey (0-1-0)
Rom 1960: Silber, Männer
- Ali Sayeed – Hockey (1-0-0)
Tokio 1964: Gold, Männer
- Frederic Seaman – Hockey (1-0-0)
Amsterdam 1928: Gold, Männer
- Aman Sehrawat – Ringen (0-0-1)
Paris 2024: Bronze, Freistil Bantamgewicht Männer
- Shabban Shahab-ud-Din – Hockey (1-0-0)
Berlin 1936: Gold, Männer
- Jaman Lal Sharma – Hockey (0-1-0)
Rom 1960: Silber, Männer
- Nilakanta Sharma – Hockey (0-0-1)
Tokio 2020: Bronze, Hockey
- Ali Shaukat – Hockey (1-0-0)
Amsterdam 1928: Gold, Männer
- P. V. Sindhu – Badminton (0-1-1)
Rio de Janeiro 2016: Silber, Einzel Frauen
Tokio 2020: Bronze, Einzel Frauen
- Ajitpal Singh – Hockey (0-0-2)
Mexiko-Stadt 1968: Bronze, Männer
München 1972: Bronze, Männer
- Amarjit Rana Singh – Hockey (1-0-0)
Moskau 1980: Gold, Männer
- Amit Singh – Hockey (1-0-0)
Melbourne 1956: Gold, Männer
- Bakshish Sandu Singh – Hockey (1-0-0)
Melbourne 1956: Gold, Männer
- Balbir Singh – Hockey (3-0-0)
London 1948: Gold, Männer
Helsinki 1952: Gold, Männer
Melbourne 1956: Gold, Männer
- Balbir Singh I – Hockey (1-0-1)
Tokio 1964: Gold, Männer
Mexiko-Stadt 1968: Bronze, Männer
- Balbir Singh II – Hockey (0-0-1)
Mexiko-Stadt 1968: Bronze, Männer
- Balbir Singh III – Hockey (0-0-1)
Mexiko-Stadt 1968: Bronze, Männer
- Balkrishan Singh – Hockey (1-0-0)
Melbourne 1956: Gold, Männer
- Charanjit Singh – Hockey (1-1-0)
Rom 1960: Silber, Männer
Tokio 1964: Gold, Männer
- Darshan Singh – Hockey (1-0-0)
Tokio 1964: Gold, Männer
- Devinder Singh – Hockey (1-0-0)
Moskau 1980: Gold, Männer
- Dharam Singh – Hockey (1-0-0)
Helsinki 1952: Gold, Männer
- Dharam Singh – Hockey (1-0-1)
Tokio 1964: Gold, Männer
Mexiko-Stadt 1968: Bronze, Männer
- Dilpreet Singh – Hockey (0-0-1)
Tokio 2020: Bronze, Hockey
- Grahanandan Singh – Hockey (2-0-0)
London 1948: Gold, Männer
Helsinki 1952: Gold, Männer
- Gurbaksh Singh – Hockey (0-0-1)
Mexiko-Stadt 1968: Bronze, Männer
- Gurbux Singh – Hockey (1-0-1)
Tokio 1964: Gold, Männer
Mexiko-Stadt 1968: Bronze, Männer
- Gurcharan Singh Grewal – Hockey (1-0-0)
Berlin 1936: Gold, Männer
- Gurdev Singh – Hockey (1-0-0)
Melbourne 1956: Gold, Männer
- Gurjant Singh – Hockey (0-0-2)
Tokio 2020: Bronze, Hockey
Paris 2024: Bronze, Männer
- Gurmail Singh – Hockey (1-0-0)
Moskau 1980: Gold, Männer
- Gurmit Singh Kullar – Hockey (1-0-0)
Los Angeles 1932: Gold, Männer
- Harbinder Singh – Hockey (1-0-2)
Tokio 1964: Gold, Männer
Mexiko-Stadt 1968: Bronze, Männer
München 1972: Bronze, Männer
- Harcharan Singh – Hockey (0-0-1)
München 1972: Bronze, Männer
- Hardayal Singh – Hockey (1-0-0)
Melbourne 1956: Gold, Männer
- Hardik Singh – Hockey (0-0-1)
Tokio 2020: Bronze, Hockey
- Harmanpreet Singh – Hockey (0-0-2)
Tokio 2020: Bronze, Hockey
Paris 2024: Bronze, Männer
- Hardik Singh – Hockey (0-0-1)
Paris 2024: Bronze, Männer
- Harmik Singh – Hockey (0-0-2)
Mexiko-Stadt 1968: Bronze, Männer
München 1972: Bronze, Männer
- Inder Singh – Hockey (0-0-1)
Mexiko-Stadt 1968: Bronze, Männer
- Jagjit Singh – Hockey (1-0-1)
Tokio 1964: Gold, Männer
Mexiko-Stadt 1968: Bronze, Männer
- Jaipal Singh – Hockey (1-0-0)
Amsterdam 1928: Gold, Männer
- Jarmanpreet Singh – Hockey (0-0-1)
Paris 2024: Bronze, Männer
- Jaswant Singh Rajput – Hockey (1-1-0)
London 1948: Gold, Männer
Rom 1960: Silber, Männer
- Joginder Singh – Hockey (1-1-0)
Rom 1960: Silber, Männer
Tokio 1964: Gold, Männer
- Kulwant Singh – Hockey (0-0-1)
München 1972: Bronze, Männer
- Kunwar Digvijay Singh – Hockey (2-0-0)
London 1948: Gold, Männer
Helsinki 1952: Gold, Männer
- Mandeep Singh – Hockey (0-0-2)
Tokio 2020: Bronze, Hockey
Paris 2024: Bronze, Männer
- Manpreet Singh – Hockey (0-0-2)
Tokio 2020: Bronze, Hockey
Paris 2024: Bronze, Männer
- Mukhbain Singh – Hockey (0-0-1)
München 1972: Bronze, Männer
- Prithipal Singh – Hockey (1-1-1)
Rom 1960: Silber, Männer
Tokio 1964: Gold, Männer
Mexiko-Stadt 1968: Bronze, Männer
- Raghbir Singh Bhola – Hockey (1-1-0)
Melbourne 1956: Gold, Männer
Rom 1960: Silber, Männer
- Rajinder Singh – Hockey (1-0-0)
Tokio 1964: Gold, Männer
- Rajinder Singh – Hockey (1-0-0)
Moskau 1980: Gold, Männer
- Rajyavardhan Singh Rathore – Schießen (0-1-0)
Athen 2004: Silber, Doppel-Trap Männer
- Randhir Singh Gentle – Hockey (3-0-0)
London 1948: Gold, Männer
Helsinki 1952: Gold, Männer
Melbourne 1956: Gold, Männer
- Ravinder Pal Singh – Hockey (1-0-0)
Moskau 1980: Gold, Männer
- Roop Singh – Hockey (2-0-0)
Los Angeles 1932: Gold, Männer
Berlin 1936: Gold, Männer
- Rupinder Pal Singh – Hockey (0-0-1)
Tokio 2020: Bronze, Hockey
- Sarabjot Singh – Schießen (0-0-1)
Paris 2024: Bronze, 10 m Luftpistole Mixed
- Shamsher Singh – Hockey (0-0-2)
Tokio 2020: Bronze, Hockey
Paris 2024: Bronze, Männer
- Simranjeet Singh – Hockey (0-0-1)
Tokio 2020: Bronze, Hockey
- Surinder Singh – Hockey (1-0-0)
Moskau 1980: Gold, Männer
- Sukhjeet Singh – Hockey (0-0-1)
Paris 2024: Bronze, Männer
- Tarsem Singh – Hockey (0-0-1)
Mexiko-Stadt 1968: Bronze, Männer
- Tarlochan Singh Bawa – Hockey (1-0-0)
London 1948: Gold, Männer
- Udham Singh – Hockey (3-1-0)
Helsinki 1952: Gold, Männer
Melbourne 1956: Gold, Männer
Rom 1960: Silber, Männer
Tokio 1964: Gold, Männer
- Varinder Singh – Hockey (0-0-1)
München 1972: Bronze, Männer
- P. R. Sreejesh – Hockey (0-0-2)
Tokio 2020: Bronze, Hockey
Paris 2024: Bronze, Männer
- Charles Stephen – Hockey (1-0-0)
Melbourne 1956: Gold, Männer
- William Sullivan – Hockey (1-0-0)
Los Angeles 1932: Gold, Männer
- Dung Dung Sylvanus – Hockey (1-0-0)
Moskau 1980: Gold, Männer

### T
- Carlyle Tapsell – Hockey (1-0-0)
Los Angeles 1932: Gold, Männer
Berlin 1936: Gold, Männer

### U
- Lalit Upadhyay – Hockey (0-0-2)
Tokio 2020: Bronze, Hockey
Paris 2024: Bronze, Männer

### V
- Maxie Vaz – Hockey (1-0-0)
London 1948: Gold, Männer

### W
- Sumit Walmiki – Hockey (0-0-2)
Tokio 2020: Bronze, Hockey
Paris 2024: Bronze, Männer

### Y
- Sayed M. Yusuf – Hockey (1-0-0)
Amsterdam 1928: Gold, Männer